# Paul Van Hoegaerden
Paul Victor Marie Van Hoegaerden, né à Bruxelles le 17 octobre 1858 et mort à Harre le 24 juillet 1922 , est un homme politique belge libéral qui fut député, sénateur et Ministre d'État.

## Biographie
Paul Van Hoegaerden est le fils d'un industriel du textile Jean Victor Van Hoegaerden et de Léonie Drugman. Son père Jean fut également président de la Caisse générale d'épargne et de retraite  et gouverneur de la Banque Nationale de Belgique. Paul obtient un doctorat en droit en 1880 à l'Université Libre de Bruxelles et s'installe comme avocat au barreau de Liège. 
À la suite de son mariage avec Gabrielle Braconier, fille unique de l'industriel et sénateur liégeois Frédéric Braconier, Van Hoegaerden suit ce dernier dans le monde de l'entrepreneuriat. Il est d'abord conseiller juridique de ses sociétés et lui succéda au poste de directeur général. 
Tout comme son beau-père, Van Hoegaerden  se lance dans la vie politique. De 1888 à 1892, il est conseiller provincial de la province de Liège après quoi il devint représentant libéral pour le district de Liège pendant deux ans. En 1912, il est sénateur pendant quelques semaines. À partir de 1914, il retrouve son siège de député à la chambre des  représentants  qu'il ne quittera plus jusqu'à sa mort. Il est particulièrement actif dans les débats liés à l'éducation et à la langue utilisée dans l'armée. Il s'inscrit également dans le Mouvement Wallon. 
Au cours de la Première Guerre mondiale, Van Hoegaerden contribue à la mise en place d'un certain nombre de réseaux sociaux pour la population. En tant que président du Comité national de secours et d’alimentation, il jouit d'une grande popularité parmi la population. Après la guerre, il est nommé ministre d'État pour services rendus.
Paul Van Hoegaerden œuvre pour faire de Liège un centre industriel et commercial. À partir de 1898, il est vice-président du comité qui prépare l'exposition universelle de 1905. Il travaille également à rendre Liège plus accessible par bateau. En 1914, par exemple, il s'assure que la Meuse puisse être canalisée. Plus tard, il prit les premières mesures en vue du développement d'un port de Liège et d'une connexion entre Liège et Anvers (le futur canal Albert), mais ces deux projets ne furent réalisés qu'après sa mort.
Il fut membre du cercle d'influence dit de la "Table Ronde" qui réunissait 20 personnalités qui "semblent avoir été des hommes de confiance de Léopold II".

## Activités
En tant qu'industriel, Paul Van Hoegaerden occupa les fonctions suivantes :
- directeur général de la Société des Hauts Fourneaux, Mines et Usines d'Audun-le-Tiche
- président-directeur général des Usines et Aciéries Léonard Giot,
- directeur général des Aciéries de Sambre-et-Meuse,
- directeur de la Société d'entreprise Générale de Travaux,
- directeur de la Société des Tramways Liégeois,
- directeur de la compagnie de Tramways de la Nicolaeffe,
- directeur des Ateliers de Kharkoff,
- directeur de la Société des Tramways de Barcelone à San Andres,
- directeur de la Compagnie Nationale Belge de Transports,
- président de la Société des Charbonnages du Horloz,
- directeur du Crédit Général Liégeois,
- directeur de la Société des Produits Chimiques et Electrochimiques,
- directeur de la Société Générale de Tramways et d'Applications d’électricité,
- directeur de la Compagnie Internationale des Borax,
- directeur de Matières premières pour Chapellerie,
- président des Charbonnages de la Bacnure,
- directeur de la Caisse générale d'épargne et de retraite,
- directeur de la Compagnie du Platine,
- directeur de la Société Cotonnière de Saint-Etienne-du-Rouvray,
- directeur de la Société Belge de Crédit Industriel et Commercial et de Dépôts,
- censeur et président du conseil des Censeurs de la Banque Nationale,
- président des Charbonnages de Basse-Ransy,
- directeur des Hauts-Fourneaux de Rumelange,
- président des Aciéries de Sambre et Meuse,
- directeur de Produits Tannants d'Hemixem,
- directeur de la Deutsch-Luxembourg exposition de la mine,
- président de la Fonderies de Zinc de la Vieille-Montagne,
- directeur de la compagnie de Tramways de Lombardie et Romagne,
- directeur des Aciéries de France,
- directeur de la Couperie Belgo-Américaine.

Il est aussi :
- cofondateur de la Société des Maisons ouvrières du Sud de Liège,
- cofondateur de la Société des Maisons ouvrières du Nord, Liège,
- président fondateur du Syndicat des Charbonnages Liégeois,
- membre du Haut Conseil de l'Industrie et du Commerce,
- président de la Bourse industrielle de Liège,
- président fondateur de la Fédération des Associations commerciales et industrielles,
- directeur de l'Université de Liège.

## Hommage
Liège et Esneux lui rendent hommage en baptisant respectivement un quai et une avenue du nom du célèbre industriel.

## Biographie
- Max-Léo Gérard, Paul Van Hoegaerden, dans: Le Flambeau, septembre 1932.
- D. Honnête, Paul Van Hoegaerden, Liège, 1932.
- Paul Van Molle, Le Parlement Belge, 1894-1972, Anvers, 1972.
- Jean-Luc de Paepe et Christiane Raindorf-Gérard, Le Parlement belge, 1831-1894, Bruxelles, 1996.